# Campionato italiano di pallapugno
Il campionato italiano di pallapugno è un insieme di tornei nazionali e regionali istituiti dalla Federazione Italiana Pallapugno (FIPAP).
I campionati sono suddivisi e organizzati in 4 livelli, tutti a carattere dilettantistico; ogni torneo, a qualunque livello, sia esso senior o giovanile, assegna lo scudetto e qualifica alla Coppa Italia di categoria.
Le società partecipano ai vari campionati a seconda dei diritti sportivi ottenuti nella precedente stagione; al contrario di quanto avviene in altre discipline sportive, ogni società può detenere diritti sportivi e partecipare a più campionati.

## Serie A
La Serie A è il principale torneo nazionale, primo livello del campionato italiano di pallapugno. Le squadre partecipanti alla manifestazione sono attualmente 10, distribuite fra Piemonte e Liguria. Si compone di tre fasi, la cosiddetta "formula Bresciano":
- la regular season, in cui le 10 partecipanti si sfidano in un girone all'italiana di 18 giornate tra andata e ritorno. In questa fase vengono decretati i nomi delle sei squadre destinate a prendere parte ai play-off e delle quattro squadre costrette invece ai play-out;
- i play-off e i play-out vengono disputati ancora con un girone all'italiana, rispettivamente di 6 e 4 squadre. Le prime tre dei play-off accedono direttamente alle semifinali scudetto, mentre le ultime tre e la prima dei play-out spareggiano per l'ultimo posto disponibile. L'ultima classificata dei play-out retrocede in Serie B;
- semifinali e finale scudetto, dove le quattro qualificate si sfidano in gare di andata e ritorno, più eventuale gara di spareggio.

Le migliori due squadre dei gironi di andata e ritorno accedono alla Coppa Italia.

## Serie B
La Serie B è il secondo livello del campionato italiano di pallapugno. Le squadre partecipanti alla manifestazione sono attualmente 12, distribuite fra Piemonte e Liguria. Si compone di tre fasi:
- la regular season, in cui le 12 partecipanti si sfidano in un girone all'italiana di 22 giornate tra andata e ritorno. Le prime 6 squadre accedono ai play-off, le restanti 6 si giocheranno i play-out.
- Spareggi tra le ultime tre dei playoff e la prima dei play-out per decretare la quarta semifinalista oltre le tre prime squadre dei play-off.
- semifinali e finale scudetto, dove le quattro qualificate si sfidano in gare di andata e ritorno, più eventuale gara di spareggio.

Le prime otto classificate della prima fase accedono alle Coppa Italia di Serie B.

## Serie C1
La Serie C1 è il terzo livello del campionato italiano di pallapugno. Le squadre partecipanti alla manifestazione sono attualmente 15, suddivise in due gironi, 8 nel girone A e 7 nel girone B. Si compone di tre fasi:
- la regular season, in cui le squadre si affronteranno nei due gironi all'italiana per qualificarsi alla seconda fase;
- in base al piazzamento riportato nella prima fase le squadre vengono suddivise in tre raggruppamenti, al termine dei quali le prime due classificate di ciascun girone e le due migliori terze accedono ai quarti di finale, mentre le due peggiori quinte spareggiano per rimanere nella categoria, con la perdente che retrocede in Serie C2;
- play-off, composti da quarti di finale, semifinali e finale per lo scudetto di Serie C1; le due finaliste sono promosse in Serie B italiana di pallapugno.

Le prime classificate dei due gironi della prima fase accedono alla finale di Coppa Italia di Serie C1.

## Serie C2
La Serie C2 è il quarto livello del campionato italiano di pallapugno. Le squadre partecipanti alla manifestazione sono attualmente 14, distribuite fra Piemonte e Liguria. Si compone di tre fasi:
- la regular season, in cui le 14 partecipanti si sfidano in un girone all'italiana di 26 giornate tra andata e ritorno. Le prime due squadre classificate accedono direttamente alle semifinali promozione, mentre le squadre classificate dal terzo al decimo posto si sfidano per decretare le ultime due semifinaliste;
- spareggi con gli abbinamenti 3-10, 4-9, 5-8, 6-7, con successivo spareggio fra le vincenti, per decretare le ultime due semifinaliste;
- semifinali promozione, fra le prime due classificate della regular season e le due squadre uscite dagli spareggi; le due squadre vincenti delle semifinali accedono alla Serie C1 di pallapugno e si sfidano per lo scudetto di Serie C2.

Le prime due classificate della prima fase accedono alla finale di Coppa Italia di Serie C2.

## Campionati giovanili

### Under 25
Al campionato Under 25 possono partecipare gli atleti con meno di 25 anni, senza la possibilità di inserire fuori quota. Le squadre partecipanti alla manifestazione sono attualmente 8 e sono inserite in un girone all'italiana con gare di andata e ritorno. Tutte le squadre sono ammesse alla seconda fase, che consiste in un tabellone che parte dai quarti di finale e assegna lo scudetto Under 25. La squadra vincente ha diritto ad iscriversi, nella stagione successiva, al campionato di Serie C1.
Tutte le formazioni iscritte sono ammesse alla Coppa Italia under 25, abbinate nei quarti di finale tramite sorteggio.

### Juniores
Al campionato allievi possono partecipare gli atleti di età compresa fra i 17 e i 18 anni, con la possibilità di inserire in rosa un fuori quota, massimo di 19 anni, non nel ruolo di battitore. Le squadre partecipanti alla manifestazione sono attualmente 14, suddivise in due gironi a carattere territoriale, con la formula del girone all'italiana con gare di andata e ritorno. Le prime quattro classificate dei due gironi vengono suddivise in due ulteriori gironi, il Girone Blu e il Girone Rosso; al termine di questi gironi, le prime due di ogni girone accedono al tabellone per l'assegnazione dello scudetto juniores di Fascia A.
Le squadre escluse dalla Fascia A accedono automaticamente alla Fascia B, dove vengono suddivide in due gironi, il Girone Verde e il Girone Bianco; al termine di questi gironi, le prime due di ogni girone accedono al tabellone per l'assegnazione dello scudetto juniores di Fascia B.
Le prime due classificate dei due gironi della prima fase accedono alla Coppa Italia juniores.

### Allievi
Al campionato allievi possono partecipare gli atleti di età compresa fra i 15 e i 16 anni, con la possibilità di inserire in rosa un fuori quota, massimo di 17 anni, non nel ruolo di battitore. Le squadre partecipanti alla manifestazione sono attualmente 26, suddivise in tre gironi a carattere territoriale, con la formula del girone all'italiana con gare di andata e ritorno. Le prime due classificate di ciascun girone e le due migliori terze classificate fra i tre gironi della prima fase accedono al tabellone di Fascia A, che parte dai quarti di finale di Fascia A. Per determinare le due squadre migliori terze classificate si considera la media punti conseguita tra tutte le terze classificate dei vari gironi (numero di partite disputate diviso numero di punti conquistati). In caso di parità di media punti, si effettua spareggio in campo neutro. La vincente del tabellone vince lo scudetto allievi di Fascia A.
La squadra peggior terza classificata assieme alle quarte ed alle quinte classificate dei tre gironi e la miglior sesta classificata fra i tre gironi della prima fase accedono ai quarti di finale di Fascia B. Per determinare la squadra miglior sesta classificata fra i tre gironi si considera la media punti conseguita tra tutte le seste classificate (numero di partite disputate diviso numero di punti conquistati). In caso di parità di media punti, si effettua spareggio in campo neutro. La vincente del tabellone vince lo scudetto allievi di Fascia B.
Le tre squadre vincitrici dei gironi, più la miglior seconda, accedono alla Coppa Italia allievi.

### Esordienti
Al campionato esordienti possono partecipare gli atleti di età compresa fra i 13 e i 14 anni, con la possibilità di inserire in rosa un fuori quota, massimo di 15 anni, non nel ruolo di battitore. Le squadre partecipanti alla manifestazione sono attualmente 29, suddivise in quattro gironi a carattere territoriale, con la formula del girone all'italiana con gare di andata e ritorno. Le prime quattro squadre classificate di ogni girone vengono inserite nel tabellone finale di Fascia A, mentre tutte le altre vengono inserite nel tabellone di Fascia B. Entrambi i tabelloni assegnano uno scudetto, rispettivamente di Fascia A e di Fascia B.
Le quattro prime classificate della prima fase si qualificano alle semifinali della Coppa Italia esordienti.

### Pulcini
Al campionato pulcini possono partecipare gli atleti di età compresa fra i 10 e i 12 anni, senza la possibilità di inserire in rosa alcun fuori quota. Le squadre partecipanti alla manifestazione sono attualmente 21, suddivise in tre gironi a carattere territoriale, con la formula del girone all'italiana con gare di andata e ritorno. Le prime quattro squadre classificate di ogni girone vengono inserite nel tabellone finale di Fascia A, mentre tutte le altre vengono inserite nel tabellone di Fascia B. Entrambi i tabelloni assegnano uno scudetto, rispettivamente di Fascia A e di Fascia B.
La miglior prima classificata della prima fase accede direttamente alla finale della Coppa Italia pulcini, mentre le restanti due prime classificate disputano uno spareggio per il secondo posto disponibile.

### Promozionali
Al campionato promozionali possono partecipare gli atleti fino a 11 anni, compiuti nell'anno solare. Le squadre partecipanti alla manifestazione sono attualmente 31, suddivise in otto gironi da tre e quattro squadre. Le prime classificate dei gironi accedono ai quarti di finale di Fascia A, mentre le seconde a quelli di Fascia B.

## Attività femminile

### Sezione senior
Al campionato femminile senior possono partecipare atlete di età superiore ai 14 anni, compiuti nell'anno solare. Le squadre partecipanti alla manifestazione sono attualmente 6, suddivise in due gironi da tre. Le prime classificate dei due raggruppamenti accedono alla finale.

### Sezione giovanile
Al campionato femminile giovanile possono partecipare le atlete di età compresa fra i 10 e i 13 anni, senza la possibilità di inserire in rosa alcun fuori quota. Le squadre partecipanti alla manifestazione sono attualmente 3 e disputano un girone all'italiana. Le prime due classificate del raggruppamento accedono alla finale.